# Gush Etzion
Gush Etzion (hebraisk: גוש עציון, Etzion-blokken) refererer til en gruppe jødiske landsbyer etableret i 1920 syd for Jerusalem ved den nordlige del af Hebron-bjerget i Judea, og blev ødelagt under Israels uafhængighedskrig i 1948. Gush Etzion refererer også til en gruppe israelske bosætninger som blev etableret efter seksdageskrigen i 1967 i samme område, dog Vestbredden.